# Margouët-Meymes
Margouët-Meymes (Margoèt e Mèimers en gascon) est une commune française située dans l'ouest du département du Gers en région Occitanie. Sur le plan historique et culturel, la commune est dans le pays de Rivière-Basse, un territoire qui s’allonge dans la moyenne vallée de l’Adour, à l’endroit où le fleuve marque un coude entre Bigorre et Gers.
Exposée à un climat océanique altéré, elle est drainée par la Douze, le Midouzon et par divers autres petits cours d'eau. La commune possède un patrimoine naturel remarquable : un site Natura 2000 (« la Gélise ») et quatre zones naturelles d'intérêt écologique, faunistique et floristique.
Margouët-Meymes est une commune rurale qui compte 159 habitants en 2022, après avoir connu un pic de population de 722 habitants en 1856.  Ses habitants sont appelés les Margouetois ou  Margouetoises.

## Géographie

### Localisation
Margouët-Meynes est une commune située dans la moyenne vallée de la Douze. Elle bénéficie de l'influence combinée du climat océanique et du vent d'autan. Le village est situé dans le vignoble des côtes-de-Saint-Mont.

### Communes limitrophes
Les communes limitrophes sont  Aignan, Avéron-Bergelle, Castillon-Debats, Dému, Lupiac et Séailles.
|                 | Séailles        | Dému             |
| Avéron-Bergelle | Margouët-Meymes | Castillon-Debats |
|                 | Aignan          | Lupiac           |

### Géologie et relief
Margouët-Meynes se situe en zone de sismicité 2 (sismicité faible).

### Hydrographie

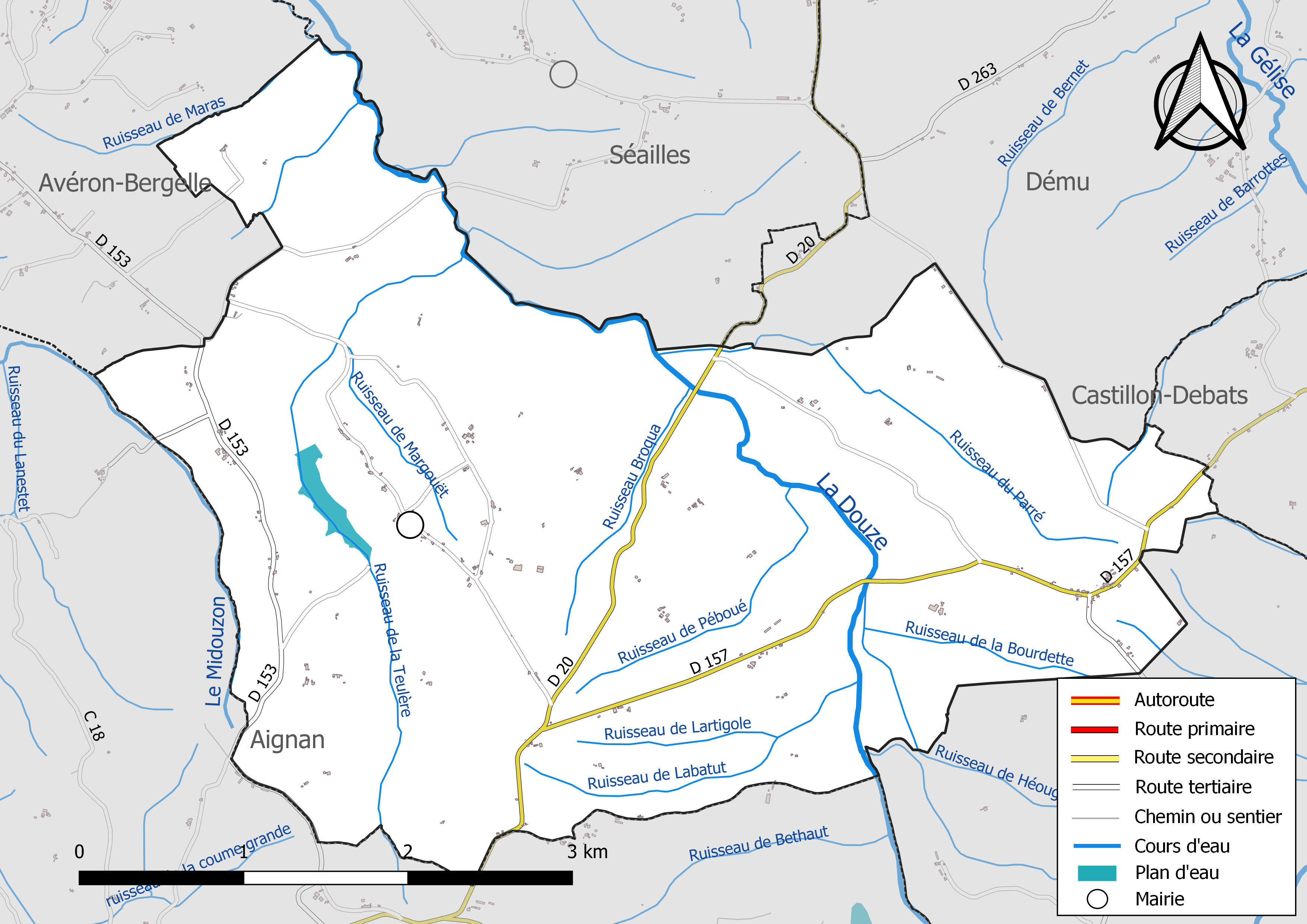
Réseaux hydrographique et routier de Margouët-Meymes.

La commune est dans le bassin de l'Adour, au sein du bassin hydrographique Adour-Garonne. Elle est drainée par la Douze, le Midouzon, le ruisseau Broqua, le ruisseau de Héougas, le ruisseau de Labatut, le ruisseau de la Bourdette, le ruisseau de Lartigole, le ruisseau de la Teulère, le ruisseau de Maras, le ruisseau de Margouët, le ruisseau de Péboué, le ruisseau du Parré et par divers petits cours d'eau, qui constituent un réseau hydrographique de 28 km de longueur totale,.
La Douze, d'une longueur totale de 123,5 km, prend sa source dans la commune de Gazax-et-Baccarisse et s'écoule du sud-est vers le nord-ouest puis vers le sud. Elle traverse la commune et se jette dans la Midouze à Mont-de-Marsan, après avoir traversé 34 communes.
Le Midouzon, d'une longueur totale de 14,5 km, prend sa source dans la commune d'Aignan et s'écoule du sud-est vers le nord-ouest. Il traverse la commune et se jette dans le ruisseau de Saint-Aubin à Sainte-Christie-d'Armagnac, après avoir traversé 6 communes.

### Climat
Pour des articles plus généraux, voir Climat de l'Occitanie et Climat du Gers.
En 2010, le climat de la commune est de type climat du Bassin du Sud-Ouest, selon une étude s'appuyant sur une série de données couvrant la période 1971-2000. En 2020, Météo-France publie une typologie des climats de la France métropolitaine dans laquelle la commune est exposée à un climat océanique altéré et est dans la région climatique Aquitaine, Gascogne, caractérisée par une pluviométrie abondante au printemps, modérée en automne, un faible ensoleillement au printemps, un été chaud (19,5 °C), des vents faibles, des brouillards fréquents en automne et en hiver et des orages fréquents en été (15 à 20 jours).
Pour la période 1971-2000, la température annuelle moyenne est de 13,1 °C, avec une amplitude thermique annuelle de 15,2 °C. Le cumul annuel moyen de précipitations est de 919 mm, avec 11,1 jours de précipitations en janvier et 7,1 jours en juillet. Pour la période 1991-2020, la température moyenne annuelle observée sur la station météorologique la plus proche, située sur la commune de Lupiac à 8 km à vol d'oiseau, est de 13,8 °C et le cumul annuel moyen de précipitations est de 879,7 mm,. Pour l'avenir, les paramètres climatiques de la commune estimés pour 2050 selon différents scénarios d'émission de gaz à effet de serre sont consultables sur un site dédié publié par Météo-France en novembre 2022.

### Milieux naturels et biodiversité

#### Réseau Natura 2000

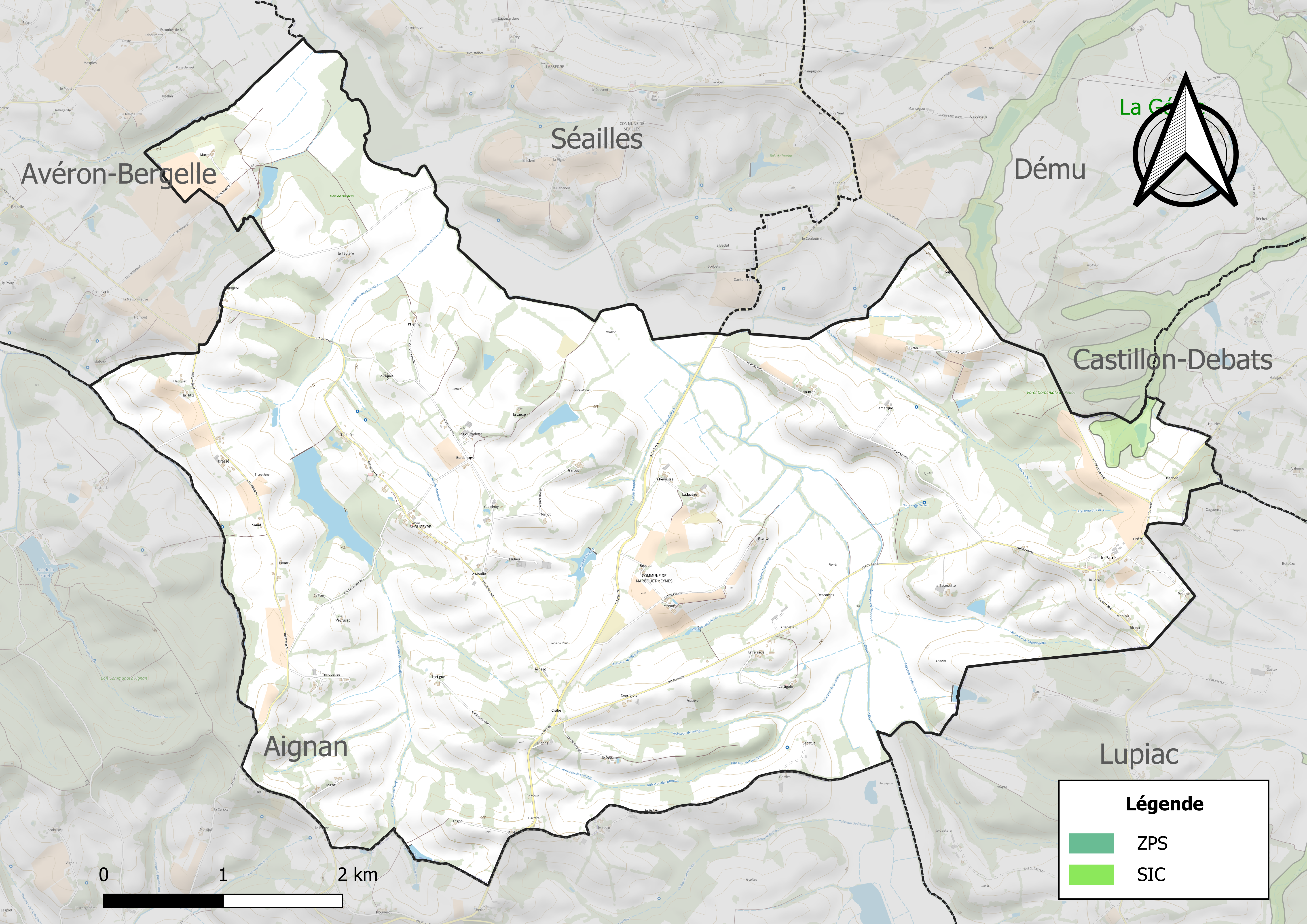
Site Natura 2000 sur le territoire communal.

Le réseau Natura 2000 est un réseau écologique européen de sites naturels d'intérêt écologique élaboré à partir des directives habitats et oiseaux, constitué de zones spéciales de conservation (ZSC) et de zones de protection spéciale (ZPS).
Un site Natura 2000 a été défini sur la commune au titre de la directive habitats : « la Gélise », d'une superficie de 3 785 ha, un espace offrant de nombreux habitats et habitats d'espèces d'intérêt communautaire, du fait de la diversité des territoires traversés par la Gélise et ses affluents, combinés au fonctionnement particulier du lit majeur et à la gestion actuelle des milieux.

#### Zones naturelles d'intérêt écologique, faunistique et floristique
L’inventaire des zones naturelles d'intérêt écologique, faunistique et floristique (ZNIEFF) a pour objectif de réaliser une couverture des zones les plus intéressantes sur le plan écologique, essentiellement dans la perspective d’améliorer la connaissance du patrimoine naturel national et de fournir aux différents décideurs un outil d’aide à la prise en compte de l’environnement dans l’aménagement du territoire.
Deux ZNIEFF de type 1 sont recensées sur la commune :
les « étangs de Beaulieu et de la Coste » (16 ha), et 
le « lac et bois d'Aignan » (310 ha), couvrant 3 communes du département
et deux ZNIEFF de type 2, : 
- « la Douze et milieux annexes » (11 575 ha), couvrant 29 communes dont 26 dans le Gers et trois dans les Landes[19] ;
- « la Gélise et milieux annexes » (6 362 ha), couvrant 18 communes dont 13 dans le Gers, trois dans les Landes et deux dans le Lot-et-Garonne[20].

Carte des ZNIEFF de type 1 et 2 à Margouët-Meymes.
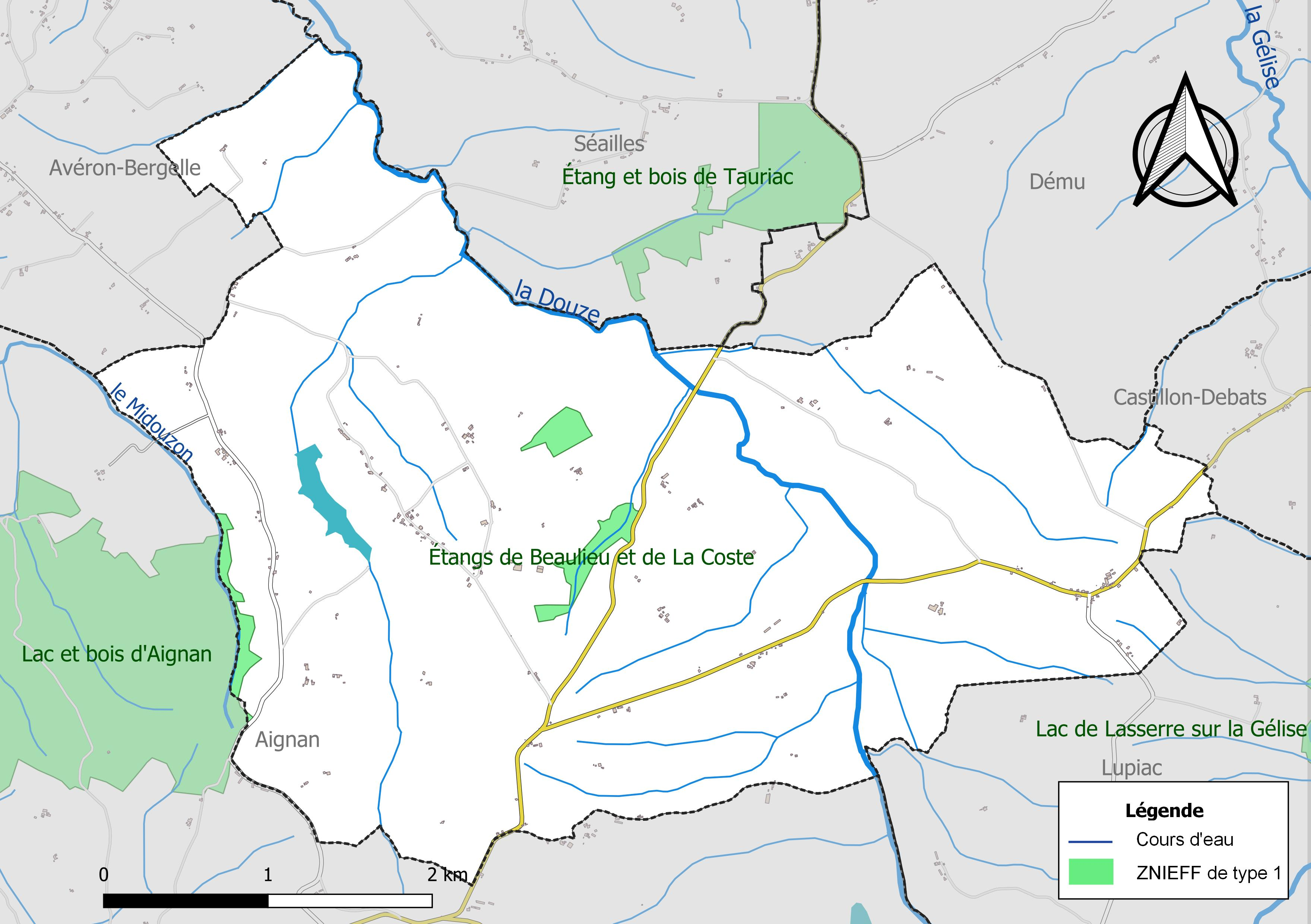
Carte des ZNIEFF de type 1 sur la commune.
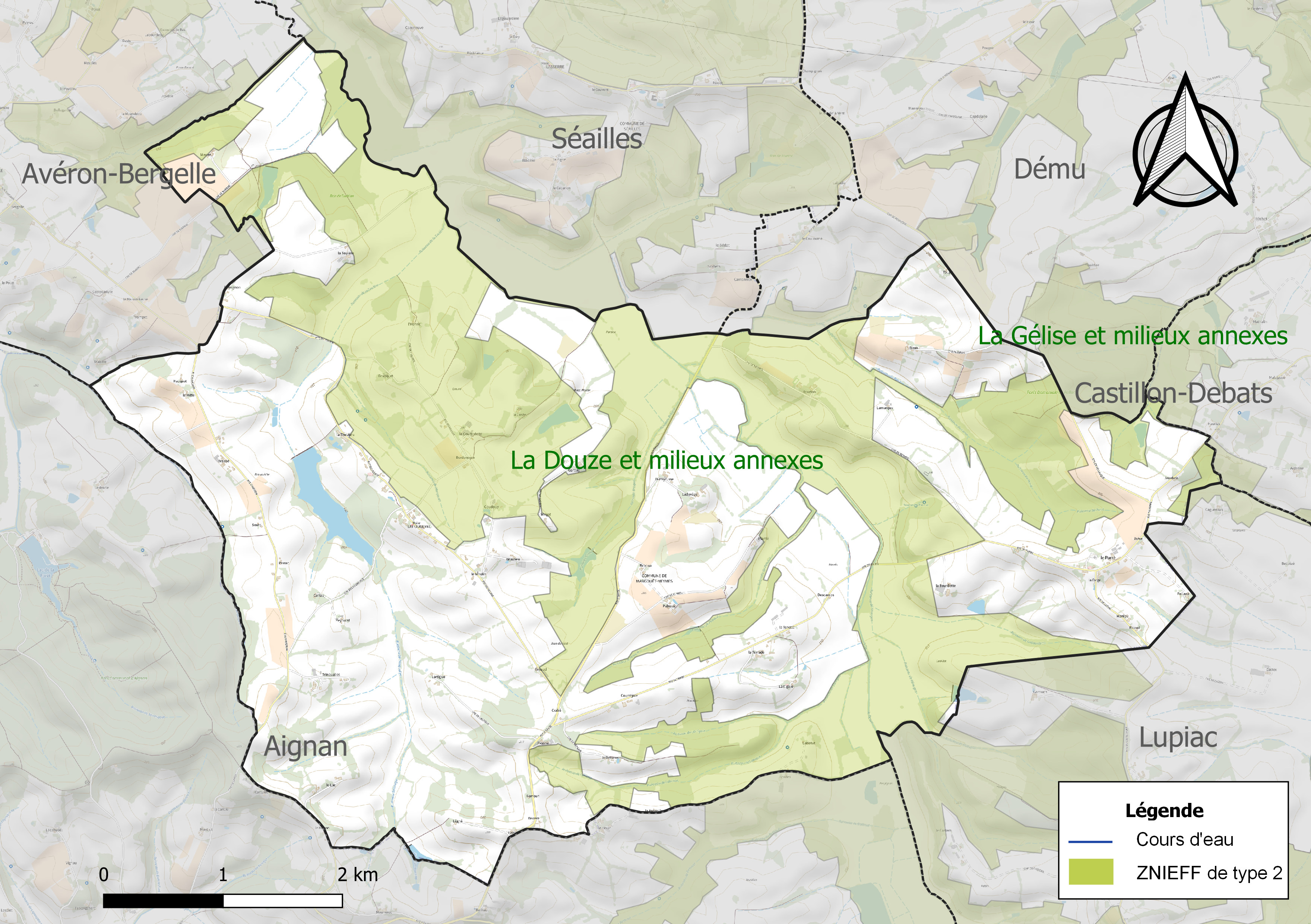
Carte des ZNIEFF de type 2 sur la commune.

## Urbanisme

### Typologie
Au 1er janvier 2024, Margouët-Meymes est catégorisée commune rurale à habitat très dispersé, selon la nouvelle grille communale de densité à sept niveaux définie par l'Insee en 2022.
Elle est située hors unité urbaine et hors attraction des villes,.

### Occupation des sols
L'occupation des sols de la commune, telle qu'elle ressort de la base de données européenne d’occupation biophysique des sols Corine Land Cover (CLC), est marquée par l'importance des territoires agricoles (91,9 % en 2018), une proportion sensiblement équivalente à celle de 1990 (92,1 %). La répartition détaillée en 2018 est la suivante : 
zones agricoles hétérogènes (59,9 %), terres arables (31 %), forêts (8,1 %), cultures permanentes (1,1 %). L'évolution de l’occupation des sols de la commune et de ses infrastructures peut être observée sur les différentes représentations cartographiques du territoire : la carte de Cassini (XVIIIe siècle), la carte d'état-major (1820-1866) et les cartes ou photos aériennes de l'IGN pour la période actuelle (1950 à aujourd'hui).

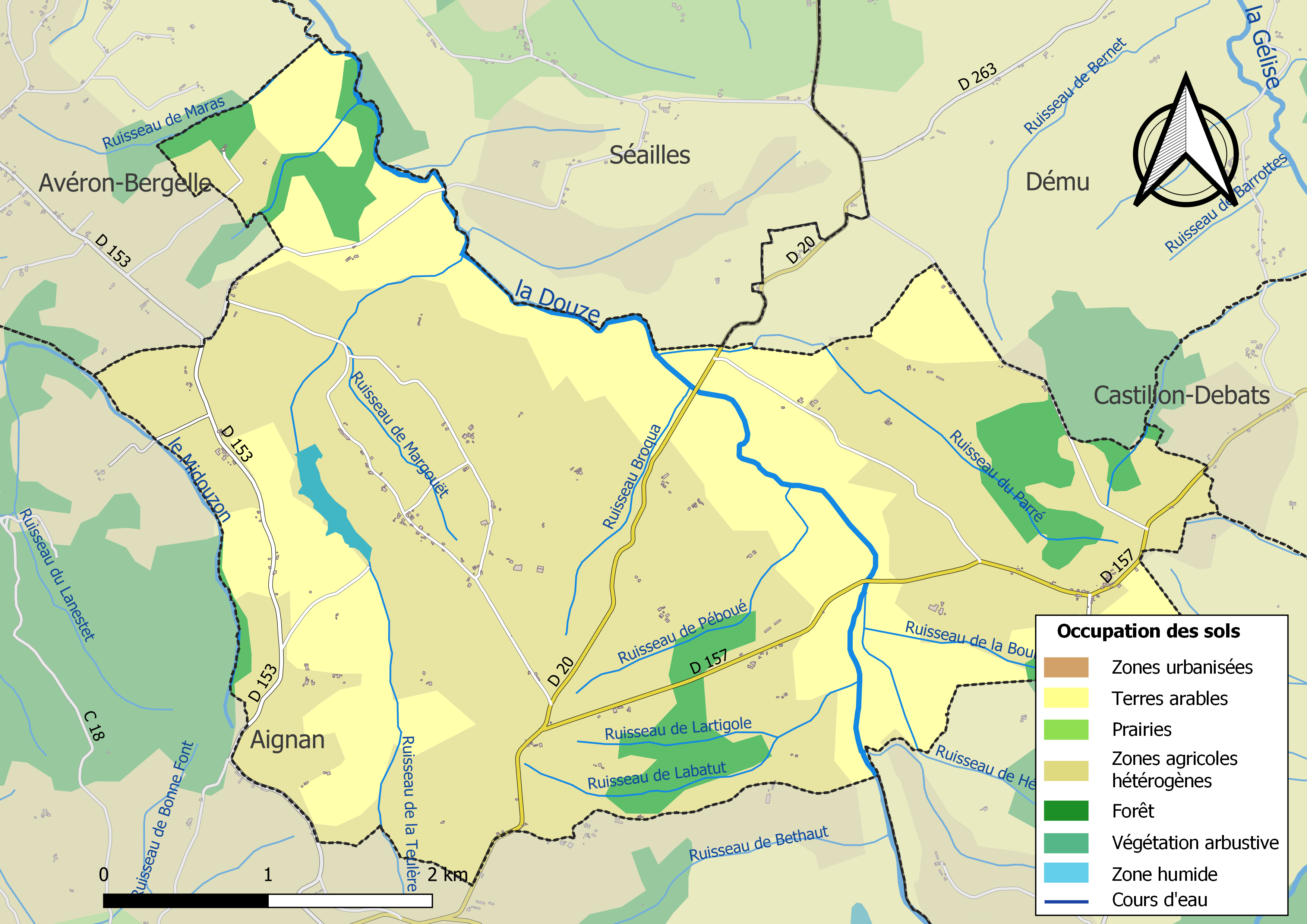
Carte des infrastructures et de l'occupation des sols de la commune en 2018 (CLC).

### Risques majeurs
Le territoire de la commune de Margouët-Meymes est vulnérable à différents aléas naturels : météorologiques (tempête, orage, neige, grand froid, canicule ou sécheresse) et séisme (sismicité faible). Il est également exposé à un risque technologique,  le transport de matières dangereuses. Un site publié par le BRGM permet d'évaluer simplement et rapidement les risques d'un bien localisé soit par son adresse soit par le numéro de sa parcelle.

#### Risques naturels

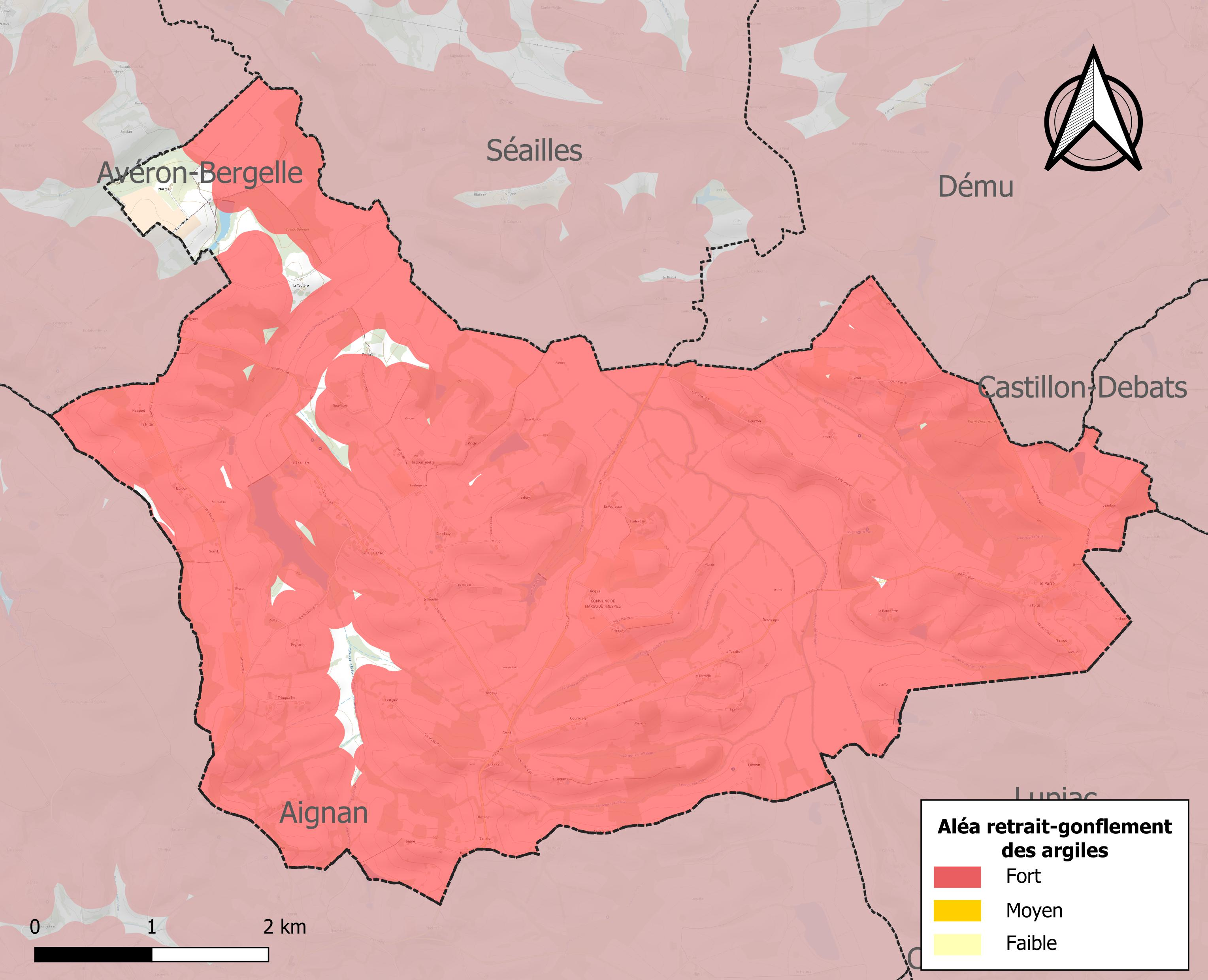
Carte des zones d'aléa retrait-gonflement des sols argileux de Margouët-Meymes.

Le retrait-gonflement des sols argileux est susceptible d'engendrer des dommages importants aux bâtiments en cas d’alternance de périodes de sécheresse et de pluie. 96,2 % de la superficie communale est en aléa moyen ou fort (94,5 % au niveau départemental et 48,5 % au niveau national). Sur les 126 bâtiments dénombrés sur la commune en 2019, 122 sont en aléa moyen ou fort, soit 97 %, à comparer aux 93 % au niveau départemental et 54 % au niveau national. Une cartographie de l'exposition du territoire national au retrait gonflement des sols argileux est disponible sur le site du BRGM,.
Par ailleurs, afin de mieux appréhender le risque d’affaissement de terrain, l'inventaire national des cavités souterraines permet de localiser celles situées sur la commune.
La commune a été reconnue en état de catastrophe naturelle au titre des dommages causés par les inondations et coulées de boue survenues en 1983, 1999 et 2009. Concernant les mouvements de terrains, la commune a été reconnue en état de catastrophe naturelle au titre des dommages causés par la sécheresse en 1989, 1991, 1993 et 2012 et par des mouvements de terrain en 1999.

#### Risques technologiques
Le risque de transport de matières dangereuses sur la commune est lié à sa traversée par des infrastructures routières ou ferroviaires importantes ou la présence d'une canalisation de transport d'hydrocarbures. Un accident se produisant sur de telles infrastructures est en effet susceptible d’avoir des effets graves au bâti ou aux personnes jusqu’à 350 m, selon la nature du matériau transporté. Des dispositions d’urbanisme peuvent être préconisées en conséquence.

## Histoire
Cette commune a une grande histoire

## Politique et administration
| Période                                  | Période  | Identité                   | Étiquette | Qualité                                           |
| ---------------------------------------- | -------- | -------------------------- | --------- | ------------------------------------------------- |
| 1791                                     | 1792     | Joseph Broqua              |           |                                                   |
| 1792                                     | 1792     | Jean Baudé                 |           |                                                   |
| 1792                                     | 1793     | Pierre Saint-martin        |           |                                                   |
| 1793                                     | 1795     | Joseph Saint-martin        |           |                                                   |
| 1795                                     | 1797     | Pierre Desplats            |           |                                                   |
| 1797                                     | 1798     | Joseph Lapeyrusse          |           |                                                   |
| 1798                                     | 1798     | Jean Ducoq                 |           |                                                   |
| 1798                                     | 1799     | Jean Coucouron             |           |                                                   |
| 1799                                     | 1800     | Jean Ducoq                 |           |                                                   |
| 1800                                     | 1815     | Jean Detsans               |           |                                                   |
| 1815                                     | 1819     | Victor Broca               |           |                                                   |
| 1819                                     | 1822     | Jean Duces                 |           |                                                   |
| 1822                                     | 1826     | Jean Detsans               |           |                                                   |
| 1826                                     | 1828     | Jean Dauxion               |           |                                                   |
| 1828                                     | 1830     | Joseph Coucuron            |           |                                                   |
| 1830                                     | 1832     | André Detsans              |           |                                                   |
| 1832                                     | 1835     | Joseph Coucuron            |           |                                                   |
| 1835                                     | 1835     | Jean-baptiste Saint-martin |           |                                                   |
| 1835                                     | 1837     | Jean-marie Lalanne         |           |                                                   |
| 1837                                     | 1848     | Joseph Coucuron            |           |                                                   |
| 1848                                     | 1848     | Henri Lalanne              |           |                                                   |
| 1848                                     | 1852     | André Detsans              |           |                                                   |
| 1852                                     | 1870     | Joseph Coucuron            |           |                                                   |
| 1870                                     | 1872     | Casimir Detsans-deveze     |           |                                                   |
| 1872                                     | 1878     | Joseph Baylin              |           |                                                   |
| 1878                                     | 1884     | Casimir Detsans-deveze     |           |                                                   |
| 1884                                     | 1888     | Joseph Baylin              |           |                                                   |
| 1888                                     | 1896     | Henri Laborde              |           |                                                   |
| 1896                                     | 1904     | Joseph Dumont              |           |                                                   |
| 1904                                     | 1908     | Octave Pugens              |           |                                                   |
| 1908                                     | 1947     | Jean-Léopold Castagnon     | Rad.      | Conseiller général du canton d'Aignan (1934-1940) |
| 1947                                     | 1977     | Roger Alban Pomies         |           |                                                   |
| 1977                                     | 1995     | Marc Payros                | PS        | Conseiller général du canton d'Aignan (2008-2015) |
| mars 1995                                | 2014     | Béatrice Thorignac         |           |                                                   |
| mars 2014                                | En cours | Nadine Justrabo-Hoingne    | DVG       | Retraitée de l'enseignement                       |
| Les données manquantes sont à compléter. |          |                            |           |                                                   |

## Population et société

### Démographie
L'évolution du nombre d'habitants est connue à travers les recensements de la population effectués dans la commune depuis 1793. Pour les communes de moins de 10 000 habitants, une enquête de recensement portant sur toute la population est réalisée tous les cinq ans, les populations de référence des années intermédiaires étant quant à elles estimées par interpolation ou extrapolation. Pour la commune, le premier recensement exhaustif entrant dans le cadre du nouveau dispositif a été réalisé en 2008.

En 2022, la commune comptait 159 habitants, en évolution de −14,97 % par rapport à 2016 (Gers : +1,04 %, France hors Mayotte : +2,11 %).
| 1793 | 1800 | 1806 | 1821 | 1831 | 1841 | 1846 | 1851 | 1856 |
| ---- | ---- | ---- | ---- | ---- | ---- | ---- | ---- | ---- |
| 534  | 556  | 537  | 560  | 665  | 648  | 638  | 677  | 722  |

| 1861 | 1866 | 1872 | 1876 | 1881 | 1886 | 1891 | 1896 | 1901 |
| ---- | ---- | ---- | ---- | ---- | ---- | ---- | ---- | ---- |
| 666  | 620  | 543  | 600  | 572  | 570  | 545  | 565  | 505  |

| 1906 | 1911 | 1921 | 1926 | 1931 | 1936 | 1946 | 1954 | 1962 |
| ---- | ---- | ---- | ---- | ---- | ---- | ---- | ---- | ---- |
| 450  | 502  | 502  | 501  | 501  | 503  | 307  | 336  | 302  |

| 1968 | 1975 | 1982 | 1990 | 1999 | 2006 | 2008 | 2013 | 2018 |
| ---- | ---- | ---- | ---- | ---- | ---- | ---- | ---- | ---- |
| 302  | 231  | 207  | 185  | 173  | 192  | 198  | 193  | 165  |

| 2022 | - | - | - | - | - | - | - | - |
| ---- | - | - | - | - | - | - | - | - |
| 159  | - | - | - | - | - | - | - | - |

## Économie

### Revenus
En 2018  (données Insee publiées en septembre 2021), la commune compte 83 ménages fiscaux, regroupant 166 personnes. La médiane du revenu disponible par unité de consommation est de 20 460 € (20 820 € dans le département).

### Emploi
|                | 2008  | 2013  | 2018  |
| -------------- | ----- | ----- | ----- |
| Commune        | 2,8 % | 6,4 % | 5,4 % |
| Département    | 6,1 % | 7,5 % | 8,2 % |
| France entière | 8,3 % | 10 %  | 10 %  |

En 2018, la population âgée de 15 à 64 ans s'élève à 93 personnes, parmi lesquelles on compte 76,3 % d'actifs (71 % ayant un emploi et 5,4 % de chômeurs) et 23,7 % d'inactifs,. Depuis 2008, le taux de chômage communal (au sens du recensement) des 15-64 ans est inférieur à celui de la France et du département.
La commune est hors attraction des villes,. Elle compte 27 emplois en 2018, contre 39 en 2013 et 46 en 2008. Le nombre d'actifs ayant un emploi résidant dans la commune est de 70, soit un indicateur de concentration d'emploi de 38,6 % et un taux d'activité parmi les 15 ans ou plus de 48,7 %.
Sur ces 70 actifs de 15 ans ou plus ayant un emploi, 25 travaillent dans la commune, soit 36 % des habitants. Pour se rendre au travail, 81,4 % des habitants utilisent un véhicule personnel ou de fonction à quatre roues, 4,3 % s'y rendent en deux-roues, à vélo ou à pied et 14,3 % n'ont pas besoin de transport (travail au domicile).

### Activités hors agriculture

#### Secteurs d'activités
13 établissements sont implantés  à Margouët-Meymes au 31 décembre 2019.
Le secteur du commerce de gros et de détail, des transports, de l'hébergement et de la restauration est prépondérant sur la commune puisqu'il représente 38,5 % du nombre total d'établissements de la commune (5 sur les 13 entreprises implantées  à Margouët-Meymes), contre 27,7 % au niveau départemental.

#### Entreprises et commerces
Viticulture : Côtes-de-saint-mont (AOVDQS).
L'activité économique tourne autour de l'artisanat (maçonnerie, travaux publics, plomberie, charpentier-couvreur, conserverie...) et une agriculture diversifiée orientée vers les produits d'élevage de canards, d'oies et autres volailles.

### Agriculture
La commune est dans le Bas-Armagnac, une petite région agricole occupant une partie ouest du département du Gers. En 2020, l'orientation technico-économique de l'agriculture  sur la commune est la polyculture et/ou le polyélevage.
|               | 1988  | 2000  | 2010  | 2020  |
| ------------- | ----- | ----- | ----- | ----- |
| Exploitations | 31    | 21    | 17    | 20    |
| SAU (ha)      | 1 293 | 1 433 | 1 458 | 1 324 |

Le nombre d'exploitations agricoles en activité et ayant leur siège dans la commune est passé de 31 lors du recensement agricole de 1988  à 21 en 2000 puis à 17 en 2010 et enfin à 20 en 2020, soit une baisse de 35 % en 32 ans. Le même mouvement est observé à l'échelle du département qui a perdu pendant cette période 51 % de ses exploitations,. La surface agricole utilisée sur la commune a quant à elle augmenté, passant de 1 293 ha en 1988 à 1 324 ha en 2020. Parallèlement la surface agricole utilisée moyenne par exploitation a augmenté, passant de 42 à 66 ha.

## Culture locale et patrimoine

### Lieux et monuments
- Église Saint-Jean-Baptiste
- Chapelle de Lartigolle
- Église Le Parré

### Personnalités liées à la commune
- Abel Gardey (1882-1957) : homme politique né à Margouët-Meymes.
- Anthony Jelonch (1996 - ), rugbyman professionnel, sélectionné en équipe de France.